# نگهداری دانه

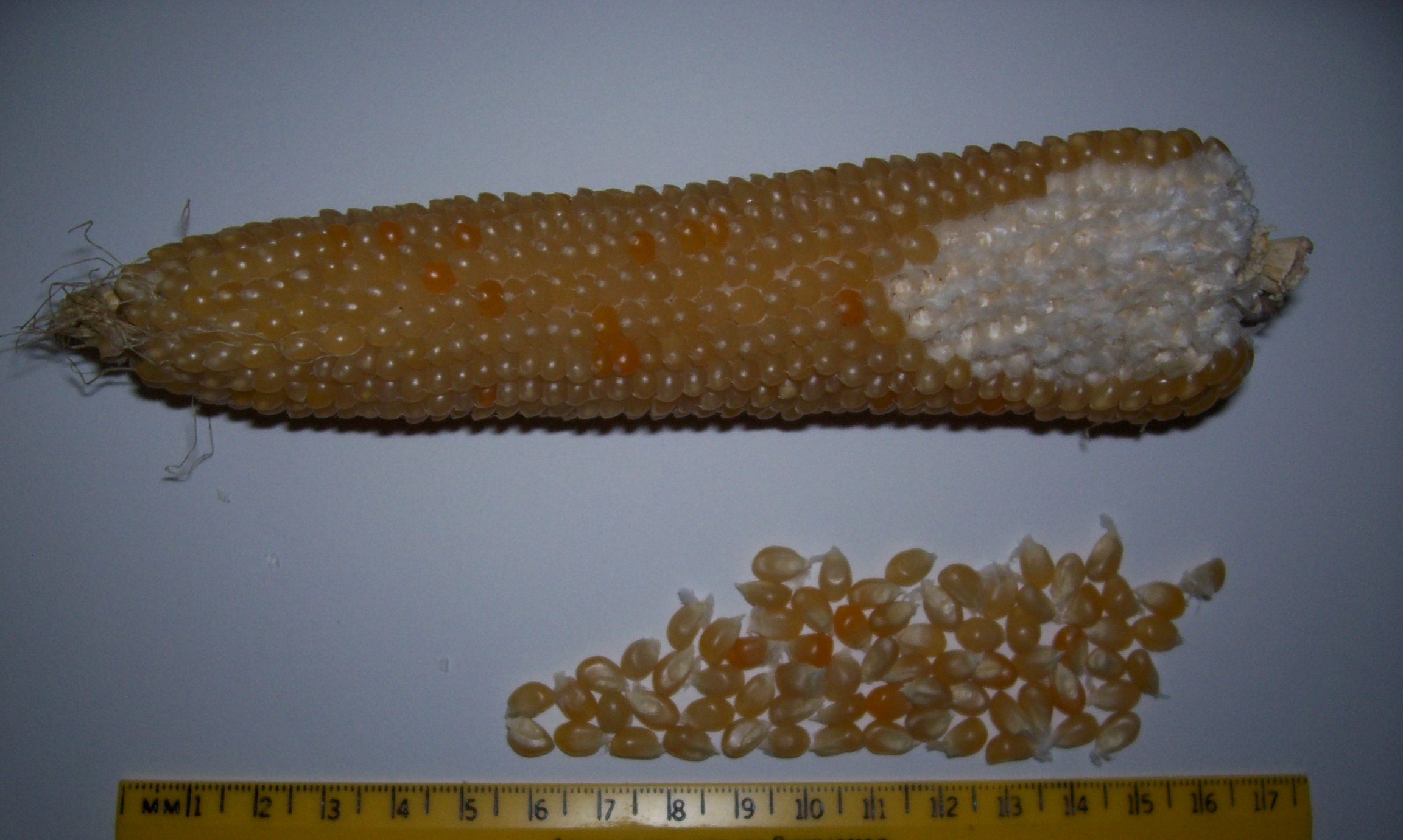
بخشی از دانه‌های ذرت که برای کاشت نگهداری شده‌است

در کشاورزی و باغبانی، نگهداری دانه یا ذخیره دانه (به انگلیسی: Seed saving) (که گاهی به عنوان کیسه‌گذاری قهوه‌ای نیز شناخته می‌شود) عمل نگهداری دانه‌ها یا دیگر مواد زایشی (مانند غده‌ها) از سبزیجات، غلات، گیاهان و گل‌ها برای استفاده از سالی به سالی دیگر برای گیاهان یکساله و آجیلی، میوه‌های درختی و انواع سته‌ها برای گیاهان چندساله و درختان است. این روش سنتی نگهداری از کشتزار و باغ‌ها در ۱۲۰۰۰ سال گذشته‌است (نگاه کنید به اولین انقلاب کشاورزی).
در دهه‌های گذشته، از پایان قرن بیستم، تغییر عمده‌ای برای خرید سالانه بذر از تامین‌کنندگان بذر تجاری صورت گرفته‌است. بسیاری از فعالیت‌های کنونی جنبش ریشه‌های علف، کار نگهداری دانه توسط باغبان‌های خانگی است.